# Коридорас Зойса
Коридорас Зойса (Corydoras seussi) — вид сомоподібних риб з роду Коридорас підродини Corydoradinae родини Панцирні соми. Отримав назву на честь німецького іхтіолога Вернера Зойса.

## Опис
Загальна довжина сягає 6-7 см. Спостерігається статевий диморфізм: самиця дещо більша та гладкіша за самця. Голова середнього розміру. Морда подовжена. Очі великі. Є 3 пари невеличких вусиків. Тулуб кремезний. Спинний плавець з 1 жорстким і 7 м'якими променями. Жировий плавець крихітний. Грудні плавці добре розвинені. Анальний плавець скошений. Хвостовий плавець розрізаний, з широкими лопатями.
Голова має від помаранчевого до золотавого кольору. Навколо очей та вусиків присутні світлі плями. Тулуб має рожевувато-коричневого кольору з темно-зеленою областю, що вкриває верхню половину боків позаду грудних плавців. Перші промені спинного, грудних і черевних плавців помаранчеві з сіро-синіми плямочками. Біля хвостового плавця є 5-6 вертикальних темних смуг. При яскравому світлі у верхній частині помітний зелений відблиск.

## Спосіб життя
Є демерсальною рибою. Воліє до прісної та чистої води. Утворює невеличкі групи. Доволі мирна рибка. Вдень ховається серед рослинності, каміння та під корчами. Доволі полохливий коридорас, за найменшої небезпеки ховається в укритті. Активний уночі. Живиться дрібними ракоподібними, комахами, хробаками, детритом.

## Розповсюдження
Поширено у басейні річки Маморе.